# Гассер, Седрик
Седрик Гассер (нем. Cédric Gasser; род. 16 февраля 1998 года, Мюнзинген, Швейцария) — швейцарский футболист, защитник клуба «Вадуц».

## Карьера

### «Санкт-Галлен»
Гассер впервые был включен в состав основной команды 30 ноября 2017 года, однако на поле в матче так и не вышел в матче Кубка Швейцарии против «Янг Бойз».
Гассер дебютировал за «Санкт-Галлен» в швейцарской Суперлиге, в матче против «Лугано» (3:0) 25 февраля 2018 года, выйдя на замену на 87-й минуте. В этом сезоне он провел 7 матчей в лиге, сыграв с первых минут только 2 матча: поражение 2:3 от «Люцерна» и поражение 0:3 от «Лозанны».

### «Виль»
30 июня 2018 года Гассер был отправлен в аренду на 1 сезон в «Виль», выступающий в Челлендж лиге. Он дебютировал 3 августа 2018 года, в матче против «Серветта» (2:1) выйдя на замену на 93-й минуте матча. Сыграв 5 матчей в период с августа по конец декабря, Гассер зарекомендовал себя как основной защитник команды, сыграв 13 матчей с февраля по май. Он закончил сезон, сыграв 17 матчей в лиге за «Виль», что помогло им занять 5-е место. 30 июня 2019 он покинул «Санкт-Галлен» в связи с истечением контракта.

### «Вадуц»
22 мая 2019 года подписал контракт с лихтенштейнским «Вадуцом». Он дебютировал в «Вадуце» 11 июля, в матче против исландского клуба «Брейдаблик» в матче 1-го квалификационного раунда Лиги Европы, закончившегося вничью 0:0. 2 июля 2020 продлил контракт с клубом до 2023 года.